# Les Poupées de l'espoir
Pour plus de détails, voir Fiche technique et Distribution.
Les Poupées de l'espoir (The Dollmaker) est un téléfilm américain réalisé par Daniel Petrie, sorti en 1984.

## Fiche technique
- Titre : Les Poupées de l'espoir
- Titre original : The Dollmaker
- Réalisation : Daniel Petrie
- Scénario : Susan Cooper et Hume Cronyn d'après le roman de Harriet Arnow
- Production : Gary Daigler producteur associé, Bill Finnegan et Bruce Gilbert producteur exécutif
- Société de production : Finnegan Productions et IPC Films
- Musique : John Rubinstein
- Photographie : Paul Lohmann
- Montage : Rita Roland
- Direction artistique : George Jenkins
- Costumes : Julie Weiss
- Pays d'origine :  États-Unis
- Format : Couleur - 35 mm - 1,33:1 - Son : Mono
- Genre : Téléfilm dramatique
- Durée : 150 minutes
- Date de sortie 
  - États-Unis : 13 mai 1984

## Distribution
- Jane Fonda (VF : Evelyn Selena) : Gertie Nevels

et dans l'ordre alphabétique :
- Mike Bacarella : Truck Driver
- Etel Billig : Mme Bomarita
- Nikki Creswell :  Cassie
- David A Dawson : Amos
- Christine Ebersole : Miss Vashinski
- Derek Googe
- James N. Harrell : Old John Miller
- Ann Hearn : Max
- Dan Hedaya : Skyros
- Levon Helm : Clovis
- Dennis Kelly :  M. Daly
- Susan Kingsley : Sophronie
- Geraldine Page : Mme Kendrick
- Amanda Plummer : Mamie
- Robert Swan : Victor
- Studs Terkel
- Mike Timoney : Major de l'armée
- Starla Whaley : Clytie
- Jason Wild : Jean-Claude
- David Brady Wilson : Enoch
- Sheb Wooley
- Jason Yearwood  : Reuben